# ذيباري (المهرة)

تعديل مصدري - تعديل

ذيباري هي إحدى قرى مديرية منعر التابعة لمحافظة المهرة، بلغ تعداد سكانها 59 نسمة حسب تعداد اليمن لعام 2004.